# Ras El Ma (Sidi Bel Abbès)
Ras El Ma (în arabă رأس الماء) este o comună din provincia Sidi Bel Abbès, Algeria.
Populația comunei este de 18.644 de locuitori (2008).